# Adelheid van Saksen-Meiningen
Adelheid Louise Theresa Caroline Amelia van Saksen-Meiningen (Meiningen, 13 augustus 1792 — Middlesex, 2 december 1849) was koningin van het Verenigd Koninkrijk als vrouw van koning Willem IV. Voordien werd ze aangesproken als Hare Koninklijke Hoogheid de hertogin van Clarence.

## Jeugd
Adelheid werd geboren op 13 augustus 1792 in Meiningen, Thüringen, Duitsland. Haar vader was George I van Saksen-Meiningen. Haar moeder was Louise Eleonore van Hohenlohe-Langenburg, de dochter van prins Christiaan Albert van Hohenlohe-Langenburg. Ze kreeg de titel Hare Hoogheid Prinses Adelheid van Saksen-Meiningen, Hertogin in Saksen vanaf haar geboorte tot aan het Congres van Wenen. Vanaf dat moment mocht ze zich Hoogheid noemen.

## Huwelijk
Adelheid trouwde met prins Willem, hertog van Clarence, de derde zoon van koning George III in het Kew Paleis te Surrey, Engeland, op 11 juli 1818. Het was het eerste huwelijk voor zowel Willem als Adelheid. Willem was meer dan twintig jaar ouder dan Adelheid, en had vele onwettige kinderen bij Dorothy Jordan. Op 6 november 1817 stierf in het kraambed de erfgenaam van de troon, prinses Charlotte Augusta van Wales, vrouw van prins Leopold van Saksen-Coburg-Saalfeld (de latere koning Leopold I van België). Door het overlijden van Charlotte Augusta zat prins-regent George zonder erfgenaam, en het was duidelijk dat hij geen kinderen meer zou krijgen. Daarom moesten de broers van George een goede huwelijkskandidaat vinden om zodoende erfgenamen te bekomen. Omstreeks dezelfde tijd als Willem en Adelheid trouwde Willems jongere broer, prins Eduard August van Kent met Victoire van Saksen-Coburg-Saalfeld, en Adolf met Augusta van Hessen-Kassel, dit allemaal na de dood van Charlotte Augusta.

## Koningin

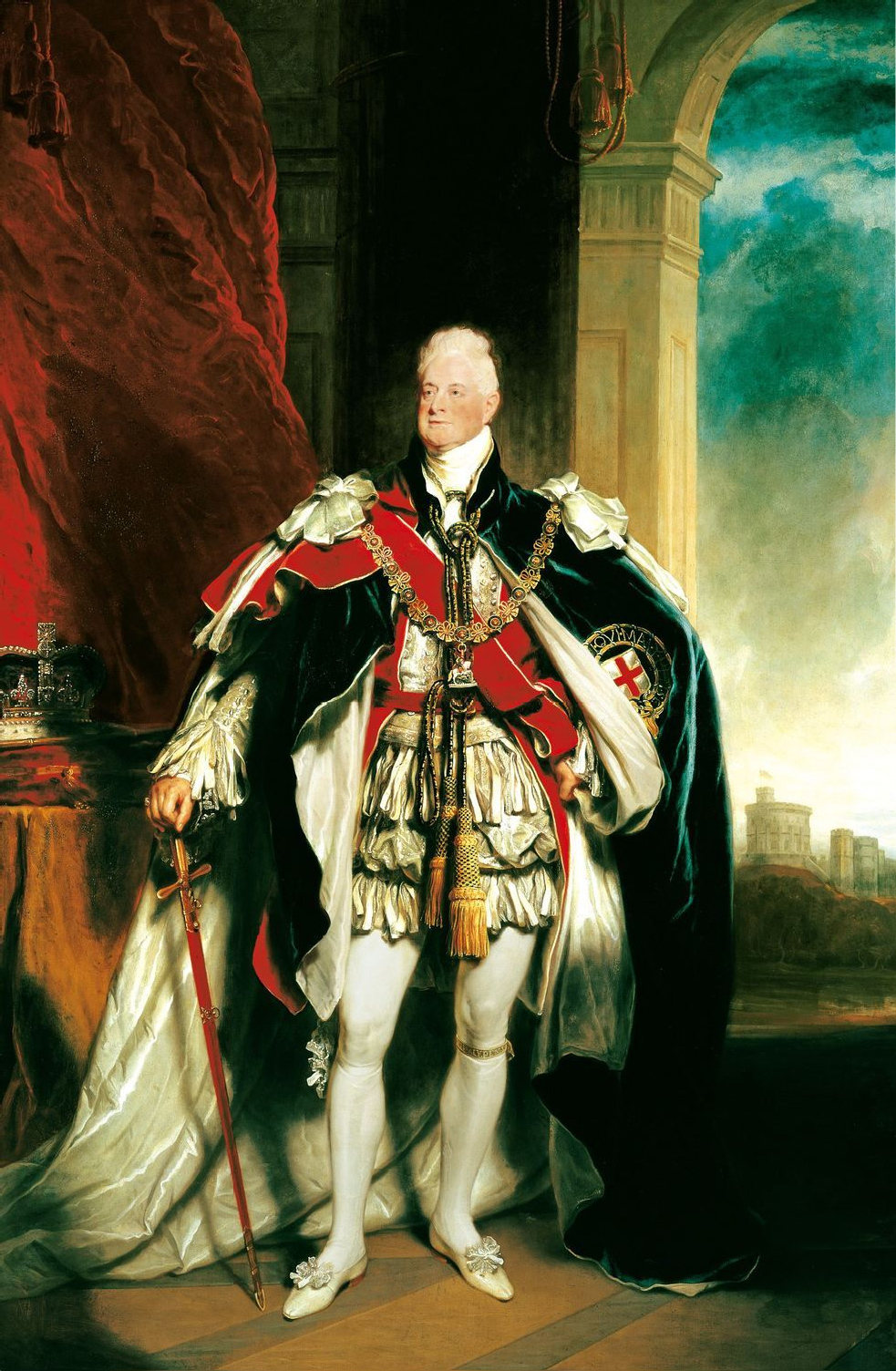
Koning Willem IV, de echtgenoot van Adelheid

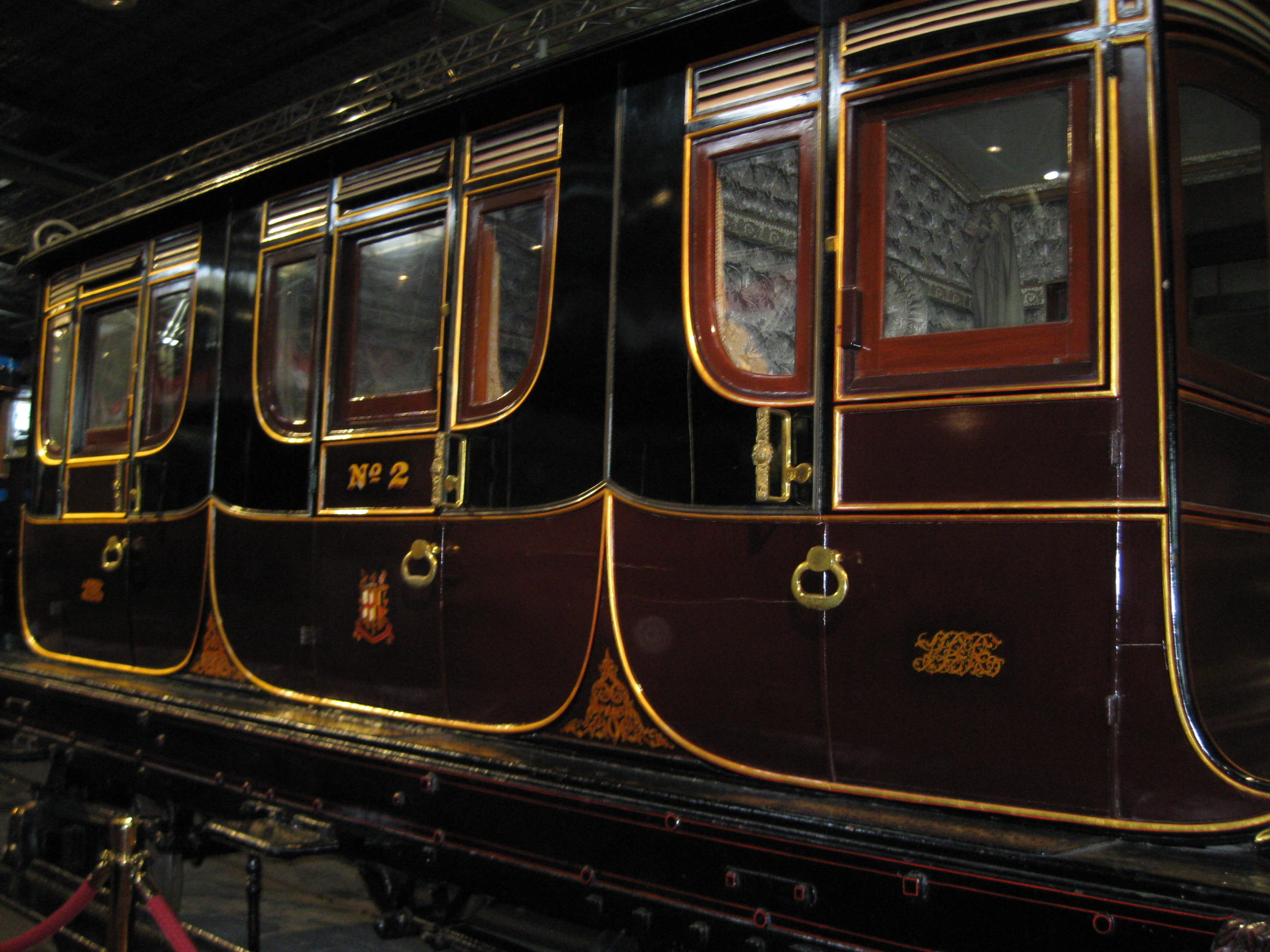
Koningin Adelheids salonrijtuig uit 1842. Collectie National Railway Museum, York

In 1818 stierf Willems moeder, koningin Charlotte en in 1820 stierf zijn vader op 81-jarige leeftijd. Willems oudere broer volgde zijn vader op als koning George IV. Toen Willem trouwde met Adelheid werd er niet gedacht dat Willem koning zou worden, maar dit idee kwam steeds dichter bij toen zijn oudere broer, prins Frederik, hertog van York, kinderloos stierf in 1827. Door Willems relatieve jonge leeftijd en sterke gezondheid, en de kans dat hij nog kinderen zou krijgen, zou zijn bestijging van de troon erg aannemelijk zijn. Op 26 juni 1830 stierf Willems oudere broer, koning George IV. Willem werd koning en dus Adelheid koningin. Ze werden samen op 8 september 1831 gekroond in de Westminster Abbey.
Adelheid was geliefd bij het Britse volk door haar vroomheid, haar sympathiek voorkomen en liefdadigheidswerk maar ook door de tragische dood van haar kinderen en geschiedenis van zwangerschappen. Een groot gedeelte van haar inkomen werd weggegeven aan liefdadigheidsinstellingen. Ze behandelde de jonge prinses Victoria van Kent (Willems waarschijnlijke opvolger en de latere koningin Victoria) aardig, hoewel ze zelf geen kinderen kon krijgen. Ze zorgde ook voor een goede band tussen Willem en Victoria’s moeder, de hertogin van Kent.
Adelheid was een overtuigd aanhanger van de Tories (de conservatieven) en probeerde op politiek gebied de koning te beïnvloeden.

## Laatste jaren en dood
Adelheid overleefde haar man twaalf jaar. In 1836 werd bij de stichting de Australische stad Adelaide naar haar vernoemd.
Ze stierf tijdens de regering van haar nichtje koningin Victoria op 2 december 1849 aan een natuurlijke dood in het Bentley Priory in Middlesex en werd bijgezet in de St. George’s Kapel in Windsor.
Ze had vanaf 1831 gewoond in het voor haar gebouwde Adelaide Cottage op het terrein van Windsor Castle. In 2022 werd dat huis de woning van William & Kate, de hertog en hertogin van Cambridge.

## Kinderen
Het huwelijk tussen Willem en Adelheid bracht twee kinderen.
- Charlotte Augusta Louisa (27 maart 1819, overleed op dezelfde dag)
- Elizabeth Georgiana Adelheid (10 december 1820 - 4 maart 1821)

## Titels
- Hare Hoogheid Prinses Adelheid Hertogin in Saksen (1792 - 1815)
- Hare Hoogheid Prinses Adelheid Hertogin in Saksen (1815 - 1818)
- Hare Koninklijke Hoogheid de Hertogin van Clarence en St. Andrews (1818 - 1830)
- Hare Majesteit de Koningin (1830 - 1837)
- Hare Majesteit Koningin Adelheid (1837 - 1849)

## Voorouders
| Overgrootouders                           | Bernhard I van Saksen-Meiningen (1649–1706) ∞ Elisabeth Eleonora van Brunswijk-Wolfenbüttel (1658–1729) | Bernhard I van Saksen-Meiningen (1649–1706) ∞ Elisabeth Eleonora van Brunswijk-Wolfenbüttel (1658–1729) | Karel I van Hessen-Philippsthal (1682–1770) ∞ Carolina Christina van Saksen (1699–1743)              | Karel I van Hessen-Philippsthal (1682–1770) ∞ Carolina Christina van Saksen (1699–1743)              | Ludwig van Hohenlohe-Langenburg (1696–1765) ∞ Eleanor van Nassau-Saarbrücken (1707–1769)          | Ludwig van Hohenlohe-Langenburg (1696–1765) ∞ Eleanor van Nassau-Saarbrücken (1707–1769)          | Frederik Karel van Stolberg-Gedern (1693–1767) ∞ Louise Henriette van Nassau-Saarbrücken (1705–1766) | Frederik Karel van Stolberg-Gedern (1693–1767) ∞ Louise Henriette van Nassau-Saarbrücken (1705–1766) | Frederik Karel van Stolberg-Gedern (1693–1767) ∞ Louise Henriette van Nassau-Saarbrücken (1705–1766) | Frederik Karel van Stolberg-Gedern (1693–1767) ∞ Louise Henriette van Nassau-Saarbrücken (1705–1766) |
| Grootouders                               | Anton Ulrich van Saksen-Meiningen (1687–1763) ∞ Charlotte Amelia van Hessen-Philippsthal (1730–1801)    | Anton Ulrich van Saksen-Meiningen (1687–1763) ∞ Charlotte Amelia van Hessen-Philippsthal (1730–1801)    | Anton Ulrich van Saksen-Meiningen (1687–1763) ∞ Charlotte Amelia van Hessen-Philippsthal (1730–1801) | Anton Ulrich van Saksen-Meiningen (1687–1763) ∞ Charlotte Amelia van Hessen-Philippsthal (1730–1801) | Christiaan Albert van Hohenlohe-Langenburg (1726–1789) ∞ Caroline van Stolberg-Gedern (1732–1796) | Christiaan Albert van Hohenlohe-Langenburg (1726–1789) ∞ Caroline van Stolberg-Gedern (1732–1796) | Christiaan Albert van Hohenlohe-Langenburg (1726–1789) ∞ Caroline van Stolberg-Gedern (1732–1796)    | Christiaan Albert van Hohenlohe-Langenburg (1726–1789) ∞ Caroline van Stolberg-Gedern (1732–1796)    | | |
| Ouders                                    | George I van Saksen-Meiningen (1761–1803) ∞ Louise Eleonore van Hohenlohe-Langenburg (1763–1837)        | George I van Saksen-Meiningen (1761–1803) ∞ Louise Eleonore van Hohenlohe-Langenburg (1763–1837)        | George I van Saksen-Meiningen (1761–1803) ∞ Louise Eleonore van Hohenlohe-Langenburg (1763–1837)     | George I van Saksen-Meiningen (1761–1803) ∞ Louise Eleonore van Hohenlohe-Langenburg (1763–1837)     | George I van Saksen-Meiningen (1761–1803) ∞ Louise Eleonore van Hohenlohe-Langenburg (1763–1837)  | George I van Saksen-Meiningen (1761–1803) ∞ Louise Eleonore van Hohenlohe-Langenburg (1763–1837)  | George I van Saksen-Meiningen (1761–1803) ∞ Louise Eleonore van Hohenlohe-Langenburg (1763–1837)     | George I van Saksen-Meiningen (1761–1803) ∞ Louise Eleonore van Hohenlohe-Langenburg (1763–1837)     | | |
| Adelheid van Saksen-Meiningen (1792–1849) | | | | |                                                                                                   |                                                                                                   | | | | |